# Jullian Angel
Pour les articles homonymes, voir Angel.
Jullian Angel est un auteur-compositeur français, musicien, chanteur et producteur. Sa discographie comprend 3 albums studio et un Lp acoustique, inscrits dans une veine anglophile.
Quittant rapidement sa scolarité, ce Lorrain d’origine passe d’abord quelques années à œuvrer seul en home-studio, sans aucun contact avec le milieu musical. En 2003, ses premiers morceaux divulgués sur Internet le font découvrir par Dana Hilliot, fondateur du label indépendant associatif Another Record. Ainsi l’album Melancholic Esctasy (d’abord proposé en version 5 titres) paraît très discrètement courant 2004. Qualifié d’electro-pop lo-fi, Il fut entièrement enregistré sur lecteur mini-disc, avec un petit sampleur et quelques instruments bon marché.

C’est seulement en 2005-2006 que Jullian commence une carrière scénique, jouant notamment à La Maroquinerie (Paris) peu avant la sortie de Life was the answer, qui amorce un net virage folk-rock. Ce 2e opus, dont la production étoffée aura nécessité plus d’un an de travail solitaire, installe progressivement Jullian Angel dans le paysage indie hexagonal. La presse spécialisée le rapproche souvent de Nick Drake, Joseph Arthur, Leonard Cohen, ou Tim Buckley. Désormais lillois, il donne alors de nombreux concerts solo à travers la France, mais aussi à Bruxelles (théâtre Les Riches-Claires) ou Londres. Le chanteur participe également à l’émission Sous les étoiles exactement, sur France Inter (novembre 2008).
Malgré l’enthousiasme critique, sa musique reste distribuée de manière très confidentielle, sous format cd-r, essentiellement en concert. À l’inverse, certains morceaux comme Some dead survive (coïnterprété avec l’artiste bruxelloise  Half asleep) ou Checking your soul se diffusent largement via Internet, favorisés par son choix des licences libres. Jullian ayant publiquement démissionné de la Sacem (2006), afin de privilégier la dissémination licite de ses œuvres.

En 2008, l’artiste vit le début d’une profonde tourmente personnelle et relationnelle, qui le verra aborder en complète autarcie (sans label, ni manager) la réalisation de son 3e Lp, achevé à l’été 2009. Il entame ensuite un projet intermédiaire : une relecture entièrement acoustique de 10 titres parmi son répertoire, conçue comme un live de chambre. Baptisé For a ghost (in a room session), ce disque est proposé en édition limitée à la mi-2010, sur le label rennais Les Disques Normal. Un partenariat prolongé pour la sortie du nouvel album studio, finalisé entre-temps (masterisé par le canadien Bruno Green).
Kamikaze planning holidays paraît enfin le 21 février 2011, accompagné du single The Strong et d’un clip](tourné à Paris) évoquant les heures troubles du chanteur, sur ce chemin de convalescence morale. Jullian Angel commence alors une nouvelle tournée française.

## Discographie
- Melancholic Ecstasy (Another Record, 12 titres, 2004)
- Life was the answer (Another Record, 13 titres, 2006)
- For a ghost (in a room session)' (Les Disques Normal, 10 titres, 2010)
- Kamikaze planning holidays (Escape Fantasy / Les Disques Normal, 12 titres, 2011)

### Participations
- Album de Dana Hilliot, I was a rabbit and I won (2005) : coproducteur, musicien...
- Album de Delphine Dora & The unexpected, We're all of this (2007) : producteur, réalisateur sonore, musicien...
- Album de Recife, Doldrums, (2010) : sur le morceau Break out of their reach (paroles et chant)
- Album de Half asleep, Subtitles for the silent versions (2011) : chant & chœurs.